# 荒尾競馬場
荒尾競馬場（あらおけいばじょう/ 英：Arao Racecourse）は熊本県荒尾市にあった地方競馬の競馬場で、2011年12月23日に本場開催が廃止された。開催時には熊本県と荒尾市で構成される一部事務組合である荒尾競馬組合によって競馬が開催されていた。オッズパーク加盟競馬場。
本項では現在、場外勝馬投票券発売所として運営されているBAOO荒尾（バオーあらお）及び、過去に運営されていたウインズ荒尾（旧荒尾競馬場内）（ウインズあらお きゅうあらおけいばじょうない）についても記述する。

## 概要

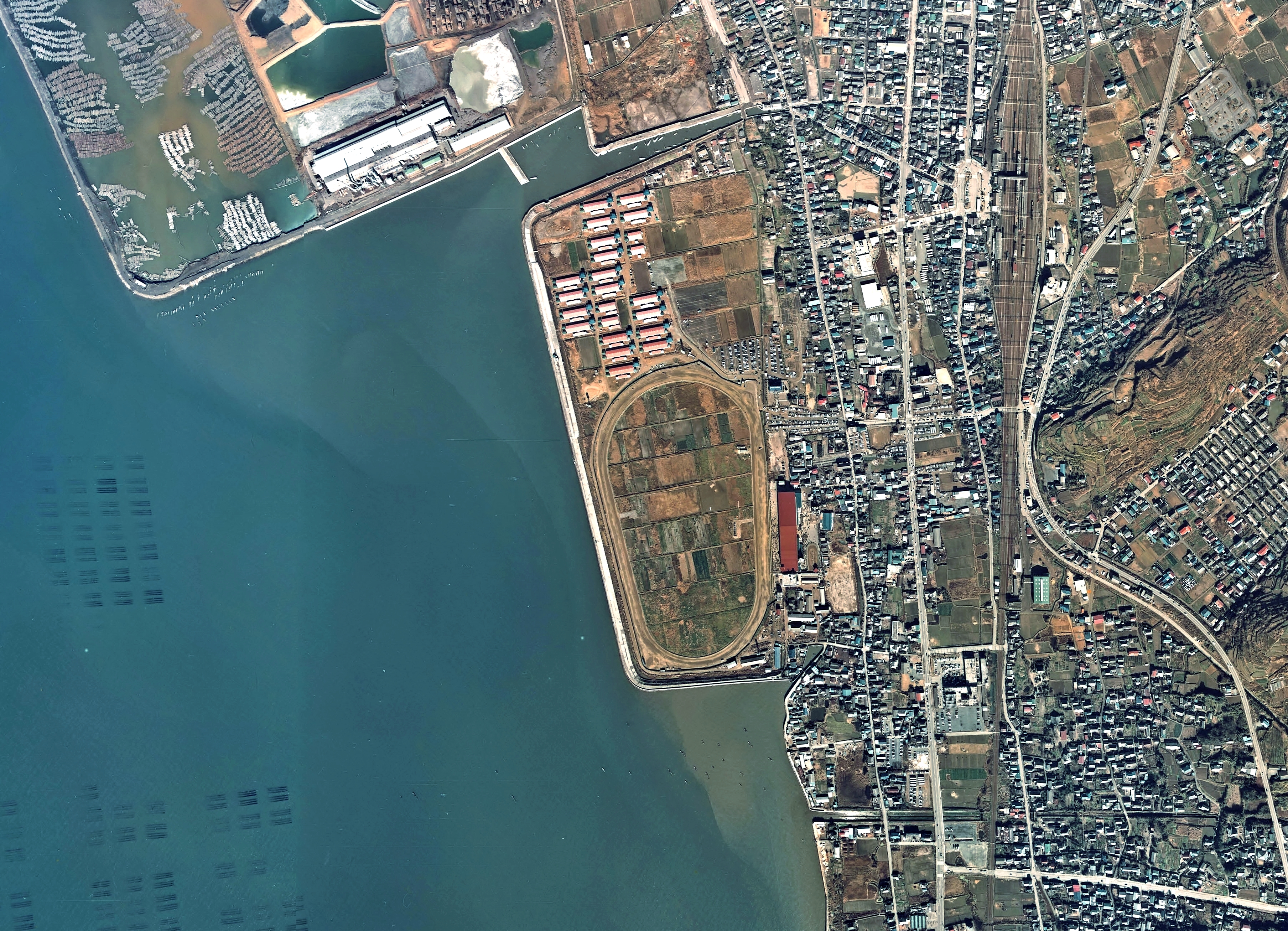
荒尾競馬場付近の空中写真。
北東に鹿児島本線の荒尾駅、西側に広がる海は有明海である。1974年撮影の2枚を合成作成。
。

荒尾競馬場は1928年2月20日に開設され、同年3月2日に第1回競馬が開催された。
全体的な競走馬のレベルの低さやダートグレード競走をこれまで一度も開催していない、その上3連勝式馬券（2007年度から）やインターネットによるレース実況の配信（2006年度から）などは全国の地方競馬を見渡しても最後発となるなど、荒尾競馬の施策については他の競馬場と比較してやや見劣りする点があった。このようなことから全国の地方競馬場の中でもかなり地味な存在であり、売上規模も小さかった。
1998年度に約6億円の単年度赤字を出して以降、赤字が続くなど、運営環境が悪化したことから、2011年12月23日をもって本場開催が廃止された。跡地は長らくそのままの状態であったが、有明海沿岸道路の出入口と周辺に道の駅などを複合化した「あらお海陽スマートタウン」が整備されることになっている。この一環として「南新地土地区画整理事業」が実施されており、競馬場廃止後に旧競馬場スタンドを利用して営業していた場外発売所がこの区画内に移転する計画もある（後述）。
元々の開催日程は同じ九州ブロックの佐賀競馬場・中津競馬場と同じく土曜、日曜、月曜で2週1開催が基本であった。しかし2000年より土日は売上の大きい佐賀で開催し、平日に荒尾を開催して場外発売を充実させる方式へ転換。中津競馬廃止後もこの開催方式が継続されており、九州の2場でローテーションを組んでいて相互に場間場外馬券発売を実施していた。ただし、重賞と廃止年度の2歳を除き、九州他地区との馬の交流は行われておらず、南関地区や東海地区やかつての北関東地区のように自由に遠征できるわけではなかった。2歳については荒尾の新馬が激減し、単独で2歳戦が組めなくなることが懸念されたため、廃止年度に2歳戦のみ佐賀との交流競走にすることが決まった。

## 施設

### コース
以下は廃止直前のもの。
- 馬場：1周1200m、右回り平坦

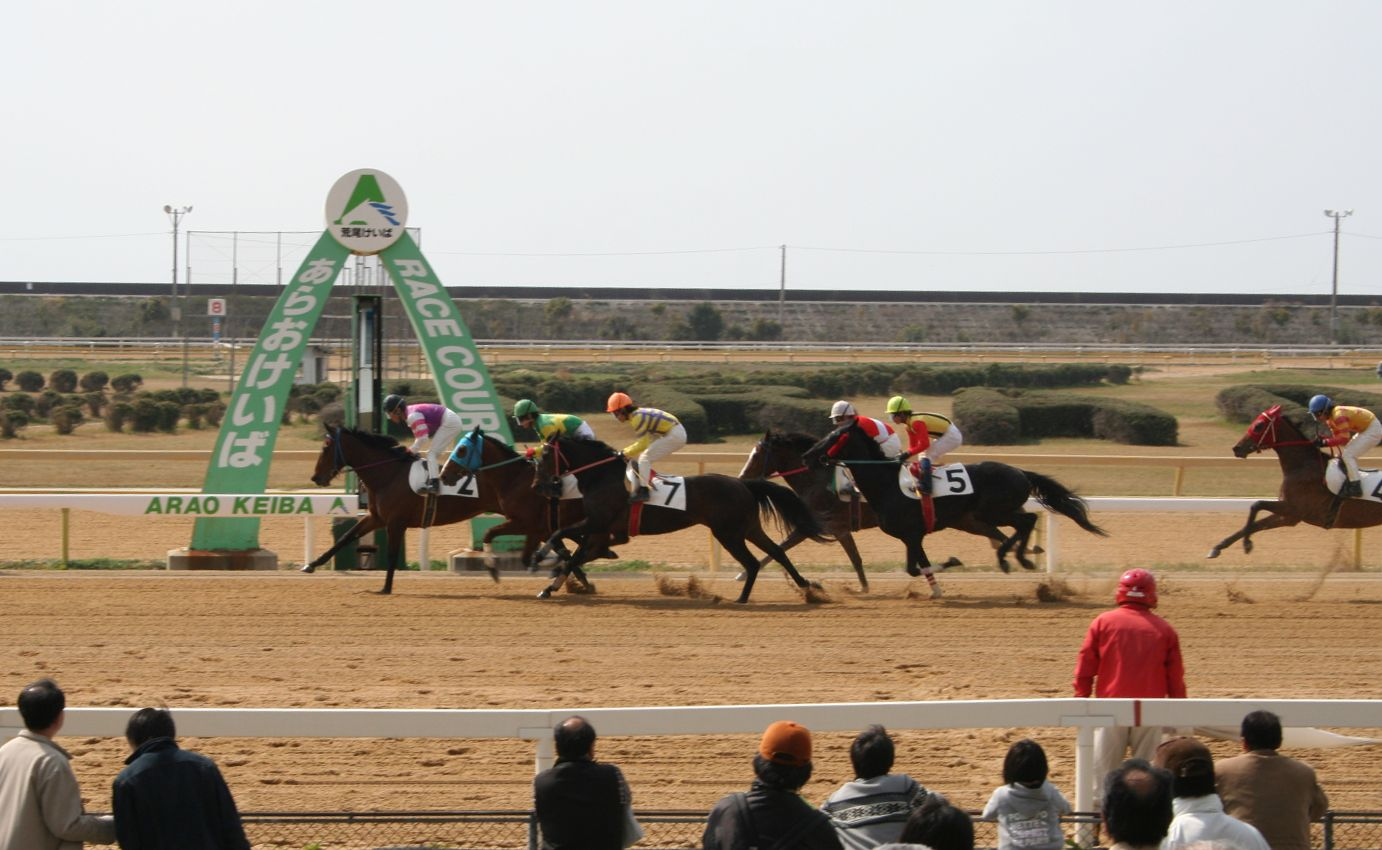
荒尾競馬場ゴール前（2008年3月20日撮影）

- 直線（4コーナーからゴールまで）：220m
- 施行可能距離：800m、950m、1300m、1400m、1500m、1900m、2000m、2150m、2500m
  - 2150mは2004年3月（大阿蘇大賞典）を最後に、2500mも2000年1月（サラブレッド大賞典）以降、レースでは使用していなかった。
  - かつては、1640mのコース設定も存在した。スタート位置は3-4コーナーの中間点であった。
- 最大出走頭数（フルゲート）：12頭
- 特徴
  - 1 - 2コーナーがきつく、3 - 4コーナーは緩やかなカーブ形状。
  - 現在は日本の競馬では行われていないが、繋駕速歩競走にも使用可能な設計で作られていた。
  - ダートコースに使われている砂は壱岐海底の上質砂を使用している。粒子が細かいため、他の競馬場に比べ砂が飛んだ時も人馬にあまり痛みを感じさせず、水はけも非常に良いとされていた。
- 内馬場には野球場があり、無料で利用することができた。

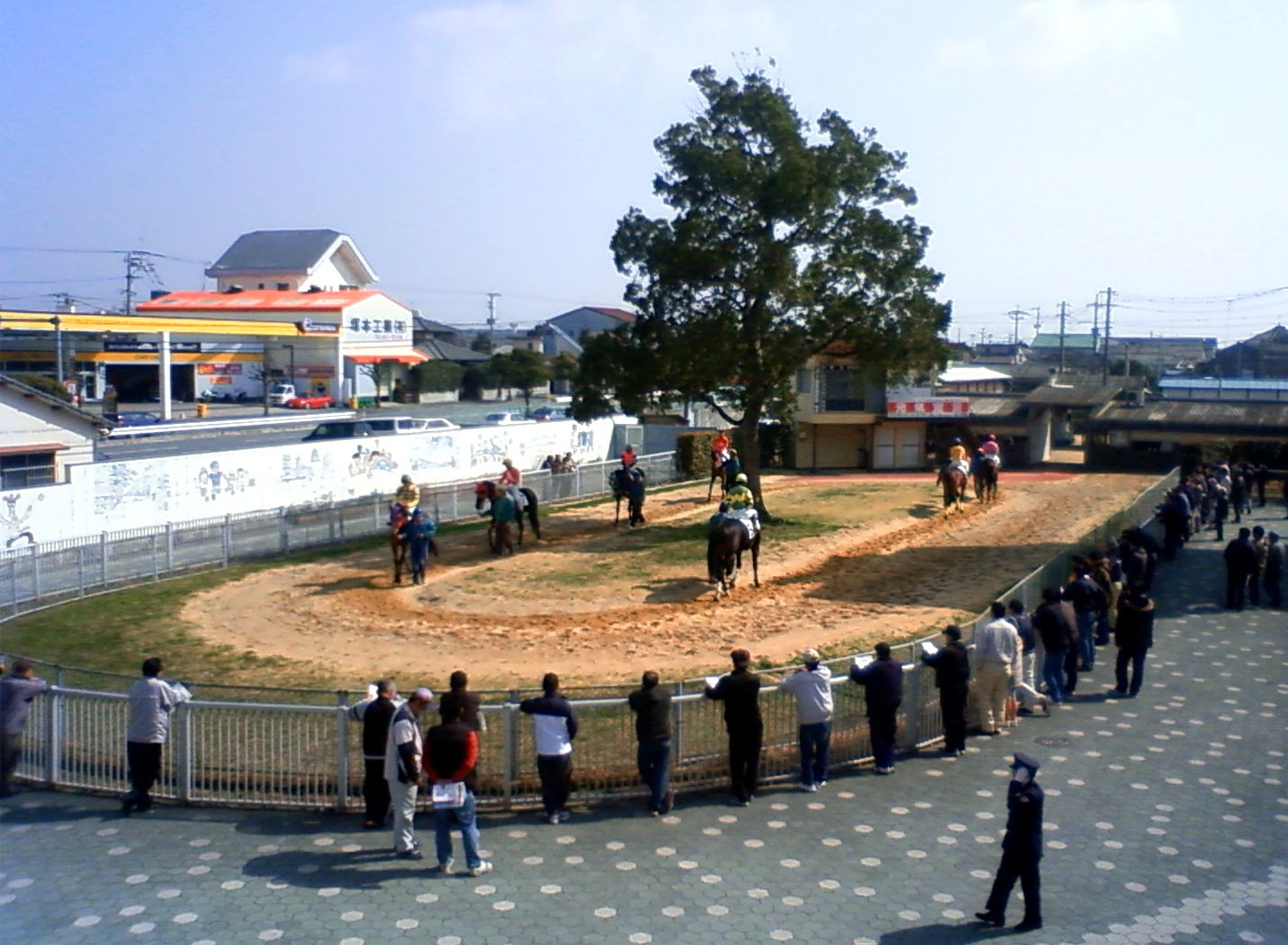
荒尾競馬場パドック（2008年3月20日撮影）

### パドック
荒尾競馬場のパドックは左回りで、ダート路面の小振りなものであり、真ん中に大きな木（楠）があるのが特徴であった。出走掲示板はチョークを用いて手書きであった。元々フルゲートが10頭だったため、掲示板は10頭分のスペースしか用意されていない。11頭以上のレースの場合は2頭分の黒板を下に貼り付けて表示した。誘導馬がおらず、1枠に入った馬が自動的に誘導馬の役割を果たすという特色もあった。本馬場入場時のBGMは長らく『五木の子守唄』、『田原坂行進曲』と当地に縁のある曲が使われていた。

### スタンド
荒尾競馬場のスタンドは西向きで、コースの向こう側は有明海という、海の見える風光明媚の競馬場であった。ただし、それゆえに夏の午後の西日は強烈で、リニューアル以前の競馬場の公式ホームページでは女性客に対してUV対策の必要があるという趣旨の文面が掲載されていたほどである。また、実況席と裁決委員室の窓の一部には西日対策のため青いフィルムが貼られていた。
ファンサービスの一環として特別観覧席は通常500円だが、女性は無料。男性も誕生月であれば無料となり、座布団の無料貸し出しなども行われていた。特別観覧席の一角にはファミリーシートとしてフローリングのスペースも用意されていた。

## BAOO荒尾・J-PLACE荒尾
スタンド内には日本中央競馬会（JRA）専用発売窓口が設置され、JRAのGI競走開催週は当該競走の他、土曜日に施行される一部の重賞競走も発売する。
2022年4月2日開催分から発売対象レースを「関西主場（阪神・京都、並びに夏季開催の中京・小倉）の全レース、並びに夏季以外の中京・小倉を含む他地区メイン競走、前日発売重賞競走」だったのを「全競馬場の全レースと前日発売重賞競走」に変更された。
JRAの販売施設については過去に荒尾場外と呼称し、その後公式案内での名称は「ウインズ荒尾（旧荒尾競馬場内）」に改められたが、2015年2月21日から地方競馬共同トータリゼータシステムを利用した発売システムに変更されたことにより、名称も「J-PLACE荒尾」（ジェイプレイスあらお）に改め、引き続きJRAの場外発売を行う。なお、「ウインズ荒尾」として発売した馬券は3月7日まで、同所にて払戻を行う。
一方、荒尾競馬廃止後の2012年4月2日より、地方競馬の場外発売は日本レーシングサービスの運営に変更され、名称も「BAOO荒尾」と改められた。佐賀競馬場を主として全国の地方競馬を場外発売している。なおJ-PLACEの馬券は、BAOOがJRAからの委託により販売する形となる。
BAOO荒尾・J-PLACE荒尾は、2022年6月4日より移転開業する（旧施設での営業は同年5月29日まで）。移転後の所在地の南新地は競馬場廃止後に敷地の区画整理が行われた（前述）エリアであり、旧競馬場の馬場内にあたる場所への設置となる。なお、旧競馬場時代からスタンド裏の長屋にあって営業を続けていた食堂「朝日屋」は、発売所の移転先に飲食店を営むスペースがないことから2022年5月29日に閉店となった。
2022年6月3日にBAOO荒尾・J-PLACE荒尾が移転・リニューアルオープンした。荒尾競馬場で実際に使用されていたゴール板を展示するなど、馬事文化を継承する施設としての役割も担っている。

## 発売する馬券の種類
○…発売 ×…発売なし ☆…インターネット投票のみ

### 荒尾競馬開催時
| 単勝 | 複勝 | 枠番連複 | 枠番連単 | 馬番連複 | 馬番連単 | ワイド | 3連複 | 3連単 | 重勝式 |
| ---- | ---- | -------- | -------- | -------- | -------- | ------ | ----- | ----- | ------ |
| ○    | ○    | ○        | ×        | ○        | ○        | ○      | ○     | ○     | ☆      |

荒尾競馬は2007年4月14日より3連勝式馬券（3連単、3連複）およびワイドを導入。
2010年2月2日からオッズパークでの販売による五重勝単勝式の発売を開始したが、2011年11月25日に的中者が出てキャリーオーバーがなくなった時点で発売を終了した。なお佐賀競馬場と荒尾競馬場のみ購入者が勝馬を選択できる「セレクト方式」を採用していた（他場はコンピュータにより自動採番される「ランダム方式」である）。

### BAOO荒尾・J-PLACE荒尾
地方競馬は発売主体となる主催者に準じて、すべての賭式を発売。
JRAは各場全競走、および前日発売競走を発売（2022年4月2日より）。
|                  | 単勝 | 複勝 | 枠番連複 | 枠番連単 | 馬番連複 | 馬番連単 | ワイド | 3連複 | 3連単 |
| ---------------- | ---- | ---- | -------- | -------- | -------- | -------- | ------ | ----- | ----- |
| BAOO（地方競馬） | ○    | ○    | ○        | ○        | ○        | ○        | ○      | ○     | ○     |
| J-PLACE（JRA）   | ○    | ○    | ○        | ×        | ○        | ○        | ○      | ○     | ○     |

## 競馬新聞
競馬新聞は「競友ニュース」「ベスト」「ホース」の3紙があるが、日本の競馬新聞の中でもかなり簡素なレイアウトとなっているのも特徴であった。予想印は基本1つだけであり、「6本線」と呼ばれる1開催6日分を6本の線で区切った対戦成績表が掲載されている全国的にも珍しい形式となっていた。この6本線は九州の地方競馬独特のシステムであり、佐賀競馬や中津競馬の競馬新聞にも見られるものである。

## アクセス

### 公共交通機関
JR鹿児島本線
- 荒尾駅より徒歩10分

バス
- 産交バス競馬場前バス停より徒歩5分
- 西鉄バス大牟田荒尾駅前バス停より徒歩10分

かつて競馬の開催時には西鉄天神大牟田線大牟田駅より無料送迎タクシーが運行されていた。

### 車
- 九州自動車道南関ICより30分

## 主な競走

### 重賞競走
- 荒尾ダービー（KJ3）（サラ系3歳） - 九州三冠競走1冠目、九州ダービー栄城賞トライアル競走
- 九州王冠（KJ3）（サラ系3歳以上） - 吉野ヶ里記念トライアル競走
- 荒炎賞（KJ3）（サラ系3歳） - ロータスクラウン賞トライアル競走
- 霧島賞（サラ系3歳以上、九州産馬限定、中央・地方指定交流）
- 九州記念（KJ3）（サラ系3歳以上） - JBCクラシック指定競走、九州大賞典トライアル競走
- 九州ジュニアグランプリ（KJ2）（サラ系2歳） - 九州ジュニアチャンピオントライアル競走
- 肥後の国グランプリ（サラ系3歳以上）
- 門松賞（サラ系3歳）
- たんぽぽ賞（サラ系3歳、九州産馬限定、中央・地方指定交流）
- 大阿蘇大賞典（サラ系、ファン選抜）

アラブ系の重賞競走については2006年度までに全廃、単独でのレースも2007年度限りで終了した。

### その他特別競走
- レディースジョッキーズシリーズ（JRA・地方競馬の女性騎手による競走）
- M&Kジョッキーズカップ（岩手・佐賀・荒尾の各地区所属の騎手による交流競走）

### JRA2歳認定競走
- ストロングホース（認定新馬）
- ファイナルホース（認定未勝利）

## 主な競走馬
- シルバーブリツト（アングロアラブ）
- ダイメイゴッツ（アングロアラブ）
- コウザンハヤヒデ（アングロアラブ）
- メグミダイオー（アングロアラブ）
- ワタリタキオン（アングロアラブ）
- オサイチテユーダ（サラブレッド）
- カンテツオー（サラブレッド）
- スカイジャイアント（サラブレッド）
- キサスキサスキサス（サラブレッド）

## 所属騎手
- 岩永千明（佐賀競馬場に移籍、引退）
- 尾林幸彦（中津競馬場から移籍、引退）
- 佐藤智久（デビュー前に中津競馬場に所属予定だった騎手、引退）
- 杉村一樹（川崎競馬場に移籍、引退）
- 田中純（引退→騎手免許再取得し福山競馬場（期間限定）→佐賀競馬場に所属）
- 西村栄喜（船橋競馬場に移籍）
- 林陽介（引退）
- 細原邦央（引退後、現在スポーツニッポン大阪本社所属競馬記者）
- 牧野孝光（引退）
- 松島慧（引退）
- 宮平鷹志（ホッカイドウ競馬に移籍、引退）
- 村島俊策（引退）
- 吉田隆二（引退）
- 吉留孝司（浦和競馬場に移籍）

この他、冬季休業中の岩手競馬から騎手が参戦する年があった。

## 八百長事件
1969年11月25日までに、福岡県警察捜査四課と大牟田警察署は元暴力団組員と騎手ら5人を競馬法違反の疑いで逮捕、4人を指名手配した。1968年11月10日の第6レースで故意に本命馬の手綱を締めるなどして中穴となる高配当を作り出したもの。

## 運営環境の変化と競馬開催の廃止
荒尾競馬場は三井三池炭鉱の閉山などによって地域経済が斜陽化することを見越して、競馬場を存続させるために合理化や売上確保といった経営努力に全国の全公営競技場でも最も早いうちから取り組み、また多くの競馬場で年間数億円の費用を発生させ経営の足枷となっている土地施設賃貸料についても競馬場施設を完全に自前で所有し、土地も3分の2が市有地であるために多額の負担が発生しないという強みを持っていた（高知競馬場では年間3億7000万円、荒尾競馬場は3000万円。競馬場費も8000万円）。
1990年代中ごろに全国の競馬場が続々と赤字転落をしてゆく中にあっても、荒尾は1997年度まで黒字を計上していた。しかし、1998年度に約6億円の単年度赤字を出し、以降も単年度赤字が続いた。2005年度には約1億3200万円にまで単年度赤字額を圧縮したが、累積赤字は2008年度時点で約13億6000万円に達した。廃止に追い込まれた中津競馬の約20億円や新潟県競馬の約66億円ほどではないが、見通しは厳しい状況にあった。2008年から2009年にかけて「荒尾競馬活性化委員会」、2009年5月に「荒尾競馬あり方検討会」がそれぞれ設置され、今後に向けての議論が行われた。
さらなる経費削減のため2007年後期から賞金が大幅に減額され、最下級条件競走の賞金は全国最低水準にまで下がった。最高賞金額の重賞は「九州ジュニアグランプリ」（1着賞金250万円）で、荒尾所属馬限定の重賞に限ると「荒尾ダービー」「大阿蘇大賞典」がともに1着賞金100万円であった。出走手当はいずれも5 - 6万円と、賞金規模のわりに比較的高い設定になっていたが、これも2010年8月21日から一律1万5000円の削減が行われ、馬主側が簡易裁判所に調停を申し立てる事態になった。
2009年時点での所属馬は310頭強しかおらず、競走馬不足も慢性化していた。その状況を打開するため、2008年（2007年度）の冬季開催では姉妹競馬場提携を記念して岩手競馬より競走馬50頭、厩務員12人、調教師2人、騎手3人が参戦した。荒尾側にとっては競走馬確保によるレース数、1レースの出走頭数増のメリットがあること、岩手競馬側は冬季休催期間中の人馬資源を有効活用できることに加え、レース出走機会確保のチャンスができるメリットがあり、双方の利害が一致していた。馬の輸送費などの経費5000万円は荒尾とNARが負担していた。2009年（2008年度）の冬季開催では熊本県馬主会がホッカイドウ競馬の馬主に依頼し、約30頭の競走馬が参戦していた。ホッカイドウ競馬の競走馬は所属変更せず、荒尾競馬の調教師に期間限定で管理委託する形式であった。また、前年と同様に岩手競馬からも47頭が参戦した。これらの結果により1月20日・21日開催から3月まで1日12競走が施行できるようになった。
2001年に突如廃止され大混乱を来した中津競馬場から厩舎関係者に多くの人材を受け入れた事情もあり、主催者も厩舎関係者も一様に競馬場運営に対する危機意識が強く、JRAの場外発売窓口を場内に設置したり、全国の地方競馬で開催されるダートグレード競走の場外発売、接客施設の改善、ホームページの拡充などの対応は地道に続けられ、華やかさには欠けるものの等身大の経営を着実に行っている競馬場として一定の評価を得ていた。
しかし2011年8月25日、経営の続行は難しいとして荒尾市が本年度限りで廃止する方針を固めたと報じられ、荒尾市長の前畑淳治が9月5日に2011年一杯で廃止することを正式に表明、荒尾競馬組合も12月1日に競馬開催の廃止を発表し、83年あまりの歴史に幕を下ろし廃止することが決まった。
2011年12月23日の開催をもって、全日程を終了。8935人の観客がスタンドで見守る中、第9競走「さよなら・感謝・荒尾競馬」をもって83年の歴史に幕を下ろし、レース終了後は関係者・騎手・調教師などによるお別れセレモニーが行われ、馬場の一般開放も行われた。

廃止後、他地区地方競馬の場外発売は2012年3月まで荒尾競馬組合が実施し、2012年4月2日から日本レーシングサービスが運営する地方競馬の場外発売施設『BAOO荒尾』として、佐賀競馬場の競走やダートグレード競走を中心に年間350日程度発売していくことが発表された。なお、場外発売所「ニューウェーブ大崎」については2012年3月29日をもって閉鎖することも同時に発表された。

## 場外発売所

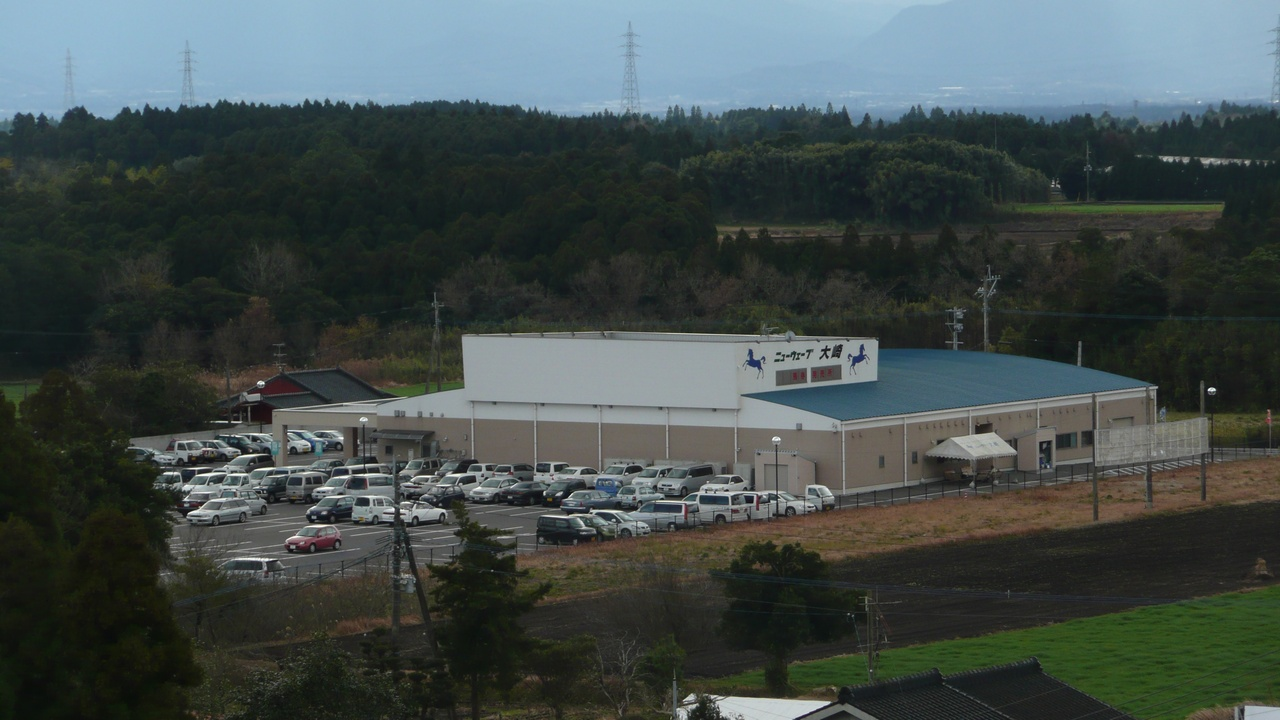
ニューウェーブ大崎（2009年1月1日撮影）

- ニューウェーブ大崎（廃止） - 鹿児島県大崎町野方宮ノ下2955
- BAOO天文館 - 鹿児島県鹿児島市山之口町7番2

荒尾競馬廃止後、日本レーシングサービスに管理者を委譲して営業を継続中。
かつて熊本県上天草市（旧：松島町）・宮崎県宮崎市（旧：清武町）・鹿児島県鹿児島市に場外発売所の設置計画があった。
福岡県福岡市（ホークスタウン内）へ、佐賀県競馬組合・岩手県競馬組合と共管での場外発売所設置も計画されたことがある。しかし、福岡市側で選挙の争点とされたうえ、当時福岡市長の山崎広太郎も反対の姿勢を表明したため、実現することはなかった。